# Kegyes szemmel nézz ránk
A Szent Péter Apostol  kezdetű egyházi ének Szent Péter és Pál apostolról szól. Náray György: Lyra Coelestis című énekgyűjteményéből való.
Ugyanerre a dallamra Geréb Kázmér írt egy másik, jóval ismertebb szöveget Kegyes szemmel nézz ránk címmel, mely általános miseénekként használatos.

## Kotta és dallam
| Kegyes szemmel nézz ránk, édes Istenünk, Akik szívvel, ajkkal áldunk, tisztelünk. Kegyelmednek árját áraszd ránk S légy mindenkor édes jó Atyánk! | Légy áldva az égben és a földtekén! Ameddig csak élek, dicsőítlek én. Mindörökre engedd zengenem: Dicsőség tenéked, Istenem!                  | Hisszük élő hittel egyházunk tanát, S attól el nem térünk életünkön át. Hiszünk erős hittel Istenben, Aki Úr a földön és mennyben. |
| Ajándékul néked mit adjon híved? Hisz az égben s földön minden a tied! Ez áldozat nékünk mindenünk, Ezt fogadd el tőlünk, Istenünk!               | Téged illet, Isten, mindenek felett A dicséret, áldás és a tisztelet! Azért zengje folyton énekünk: Nagy vagy, jó vagy, szent vagy, Istenünk! | |

Az ének eredeti szövege:
| Szent Péter Apostol nagy dicséretét Énekeljük vígan, ülvén ünnepét. Ó Szent Péter oldj meg bűnünktől, Nyerj irgalmat nékünk Istentől.        | Anyaszentegyháznak fundamentuma, Erős kősziklája, édes oltalma, Soha már a pokol kapui Nem lehetnek ő meggyőzői.                     | Te Krisztushoz mentél többiek előtt Száraz lábbal tenger habjai fölött. Kötve avagy oldva mennyekben, Mit te földön rendelsz, úgy lészen. |
| Mutasd meg mirajtunk szent hatalmadat, Ó Szent Péter, melyet Isten néked ad, Egészségben tartsd meg testünket, Vezesd boldogságra lelkünket. | Együtt dicsőítsük közös örömmel Szent Pál apostolt is ma szent Péterrel, A világnak bölcs tanítóját, Szent Egyháznak másik oszlopát. | |

## Felvételek
- 227. Kegyes szemmel nézz ránk. Santa Cecília (Hozzáférés: 2017. február 14.) (audió)
- Kegyes szemmel - Mise ének - H227. www.szolgalohittan.hu (Hozzáférés: 2017. február 14.) (audió) arch